# Weigela suavis
Weigela suavis är en tvåhjärtbladig växtart som först beskrevs av Vladimir Leontjevitj Komarov, och fick sitt nu gällande namn av Liberty Hyde Bailey. Weigela suavis ingår i släktet prakttryar, och familjen Diervillaceae. Inga underarter finns listade i Catalogue of Life.